# فودرويدوريون (كيبك)
فودرويدوريون، كيبك (بالإنجليزية: Vaudreuil-Dorion) هي مدينة كندية تقع في مقاطعة كيبك. تبلغ مساحة هذه المدينة 72.4984 (كم²)، ويبلغ عدد سكانها 25789 نسمة حسب إحصاء سنة 2006 م، بينما كان يسكنها 19920 نسمة في سنة 2001 م. تحتل هذه المدينة المرتبة رقم 151 بين مدن كندا حسب عدد السكان والمرتبة رقم 38 في المقاطعة. النمو سكاني في هذه المدينة يقدر بـ(29.5).

## أعلام
- نوربرت ميرفي

## وصلات خارجية
- الأطلس الحكومي لكندا
- إحصاءات كندا مع ساعة تعداد السكان نسخة محفوظة 23 مارس 2008 على موقع واي باك مشين.